# Liste der Bodendenkmale in Dommitzsch
In der Liste der Bodendenkmale in Dommitzsch sind die Bodendenkmale der Stadt Dommitzsch und ihrer Ortsteile nach dem Stand der Auflistung von Klaus Kroitzsch und Harald Quietzsch aus dem Jahr 1984 aufgelistet. Eventuelle Änderungen und Ergänzungen, insbesondere aus der Zeit nach der Wende, sind nicht berücksichtigt, da für Sachsen aktuell keine neueren allgemein zugänglichen Bodendenkmallisten vorliegen. Die Baudenkmale sind in der Liste der Kulturdenkmale in Dommitzsch aufgeführt.
| Denkmal-ID | Fundart            | Ortsteil   | Bezeichnung            | Zeitstellung | Lage                                                                           | Bemerkungen | Bild |
| ---------- | ------------------ | ---------- | ---------------------- | ------------ | ------------------------------------------------------------------------------ | --- | ---- |
| ?          | Befestigung > Burg | Dommitzsch | Wehranlage „Osterberg“ | Mittelalter  | südöstlicher Ortsrand, Rand der Elbterrasse                                    | ovales Plateau, durch tiefen Graben vom Hochufer abgetrennt, Befestigungen eingeebnet, Schutz seit 9. Dezember 1957 |      |
| ?          | Befestigung > Burg | Dommitzsch | Wehranlage „Auberg“    | Slawenzeit   | nördlich des Orts am Rand der Elbterrasse, westlich der Straße nach Proschwitz | Abschnittsbefestigung in Höhenlage, stark verebnet                                                                  |      |